# Karin Smirnoff (escritora)

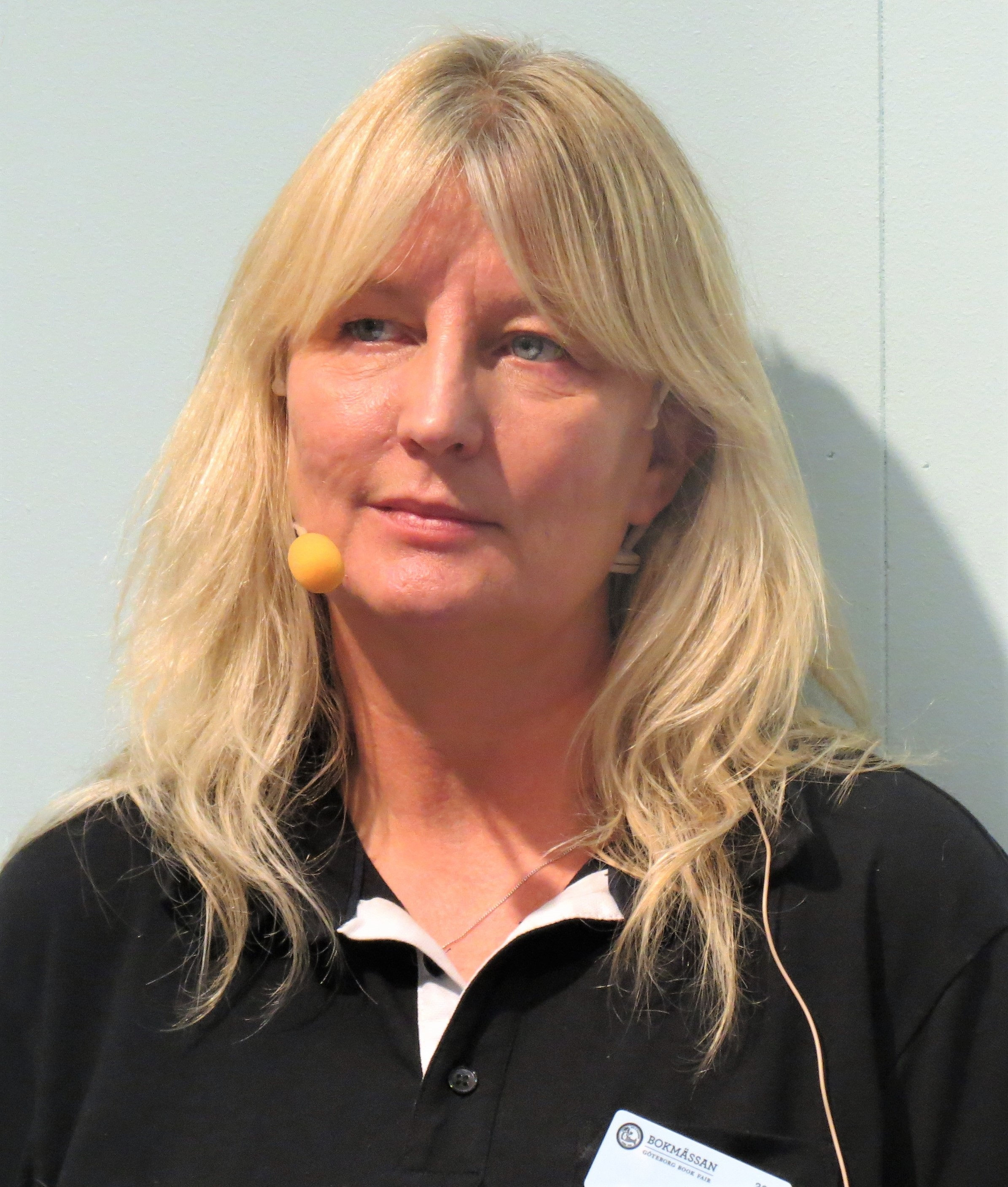
Karin Smirnoff em 2019

Karin Smirnoff, (nascida a 24 de setembro de 1964) é uma escritora sueca.
Em dezembro de 2021, Smirnoff foi anunciada como a nova autora dos livros da saga bestseller Millennium, originalmente criada por Stieg Larsson. Smirnoff disse que aceitava a oferta para escrever três livros sem hesitar, apesar de saber que isso adiaria a escrita dos seus livros originais, afirmando "Os livros da saga Millenium são um clássico do seu género literário, onde a combinação de personagens inesquecíveis com o foco nos temas políticos e sociais ainda fascinam o leitor. Continuarei a desenvolver os temas centrais de Stieg Larsson, como a violência, abuso de poder e as correntes políticas contemporâneas."